# Universidad de la Medicina y Ciencias de la Salud
La Universidad de la Medicina y Ciencias de la Salud (en inglés: University of Medicine and Health Sciences) conocida a menudo como UMHS es una universidad con fines de lucro fundada y financiada por el Dr. Robert Ross, el fundador y expropietario de la Universidad de Ross, que ofrece un programa que sigue el modelo tradicional de EE. UU. en la medicina, en la isla caribeña de San Cristóbal, que ofrece un currículo de 4 semestres de ciencias básicas. Los estudiantes luego pasan a los EE. UU. para un 5 º semestre de Medicina Avanzada de introducción clínica y Preparación con pruebas. Después de pasar este examen, se procede a la formación clínica en los principales centros médicos de los EE. UU. El programa completo de 10 semestres por lo general se puede completar en poco más de tres años.
UMHS abrió sus puertas en mayo de 2008 en su campus en Camps, al oeste de la ciudad de Basseterre, en San Cristóbal y Nieves.